# ACV (afvalbedrijf)
ACV is een Nederlands afvalverwerkingsbedrijf in Midden-Nederland met ruim 150 medewerkers. Het bedrijf heeft vijf aandeelhoudende gemeenten, te weten Ede, Renkum, Veenendaal, Wageningen en Renswoude. Het hoofdkantoor staat in Ede. De naam ACV is afgeleid van de oorspronkelijke naam van het bedrijf: Afvalcombinatie de Vallei.

## Geschiedenis
ACV is in 1999 ontstaan toen de activiteiten voor de gemeenten Ede en Wageningen werden samengevoegd in één organisatie: Afvalcombinatie De Vallei. Later werden ook de gemeenten Renkum (2001) en Veenendaal (2008) toegevoegd.
Het bedrijf heeft de volgende taken:
- Exploitatie van milieuparken in Ede, Wageningen, Veenendaal en Heelsum ('Veentjesbrug').
- Inzameling huishoudelijk afval en bedrijfsafval
- Exploitatie van kringloopwinkels
- Gladheidbestrijding
- Plaagdierbestrijding
- Rioolreiniging

## Trivia
- Vanaf 2017 is een samenwerkingsverband gestart tussen de gemeente Ede, Werkkracht en ACV met als hoofddoel de inzet van mensen met een afstand tot de arbeidsmarkt en als nevendoel een beter onderhoud van het openbaar groen.
- Van het GFT-afval dat het bedrijf inzamelt wordt het zogenaamde groen gas geproduceerd. Het bedrijf gebruikt dit groengas voor een deel van haar eigen wagenpark.